# Gregor von Bochmann

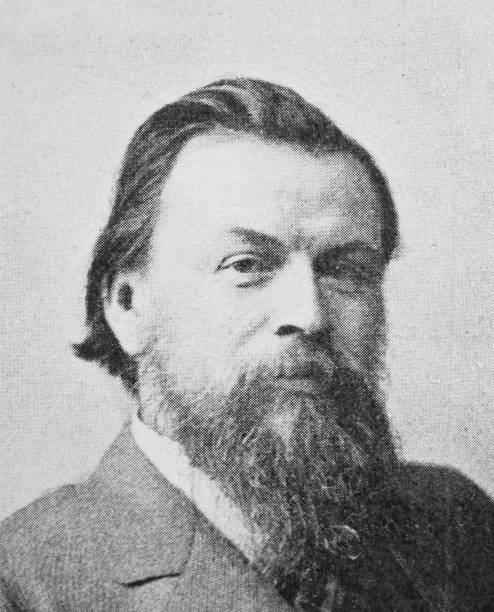
Gregor von Bochmann.

Alexander Heinrich Gregor von Bochmann (Nehatu, thans Estland, 1 juni 1850 - Hösel, thans deel uitmakend van Ratingen, 12 februari 1930) was een Baltisch-Duitse kunstschilder. Hij werkte veel in Nederland en schilderde in de stijl van de Düsseldorfse School en de Haagse School.

## Leven en werk
Bochmann was de zoon van een boswachter in het toenmalige Gouvernement Estland. Nadat een kunstleraar op het Gustav Adolf-gymnasium te Talinn zijn tekentalent ontdekte mocht hij met een beurs gaan studeren aan de Kunstacademie Düsseldorf, waar hij les kreeg van onder andere Oswald Achenbach. In 1871 rondde hij zijn opleiding af om vervolgens studiereizen te maken naar zijn geboorteland Estland, België en Nederland. Met name de Nederlandse kust oefende grote aantrekkingskracht op hem uit. In de periode 1874-1905 maakte hij een groot aantal reizen naar plaatsen als Dordrecht, Katwijk aan Zee en Scheveningen, aanvankelijk in gezelschap van Carl Seibels. Hij werd in zijn werk beïnvloed door de schilders van de Haagse School en sloot vriendschap met Anton Mauve. Hij schilderde voornamelijk strand-, duin- en zeegezichten, met het lokale vissersleven als centraal thema. Vaak werkte hij zijn schilderijen in de winter uit in zijn atelier te Düsseldorf op basis van ter plekke gemaakte schetsen.
Bochmann huwde in 1877 met Milla Poensgen, dochter van de rijke industrieel Julius Poensgen, waardoor hij financieel onafhankelijk werd. Hij exposeerde op de wereldtentoonstelling van 1878 te Parijs en werd meermaals onderscheiden. In 1893 werd hij lid van de Akademie der Künste en in 1899 werd hij door Wilhelm II van Duitsland in de Pruisische adelstand verheven. Op latere leeftijd doceerde hij aan de Kunstacademie Düsseldorf. Hij overleed in 1930, op 79-jarige leeftijd. Zijn zoon Gregor jr. (1878-1914) was een vooraanstaand beeldhouwer.

## Hollandse werken

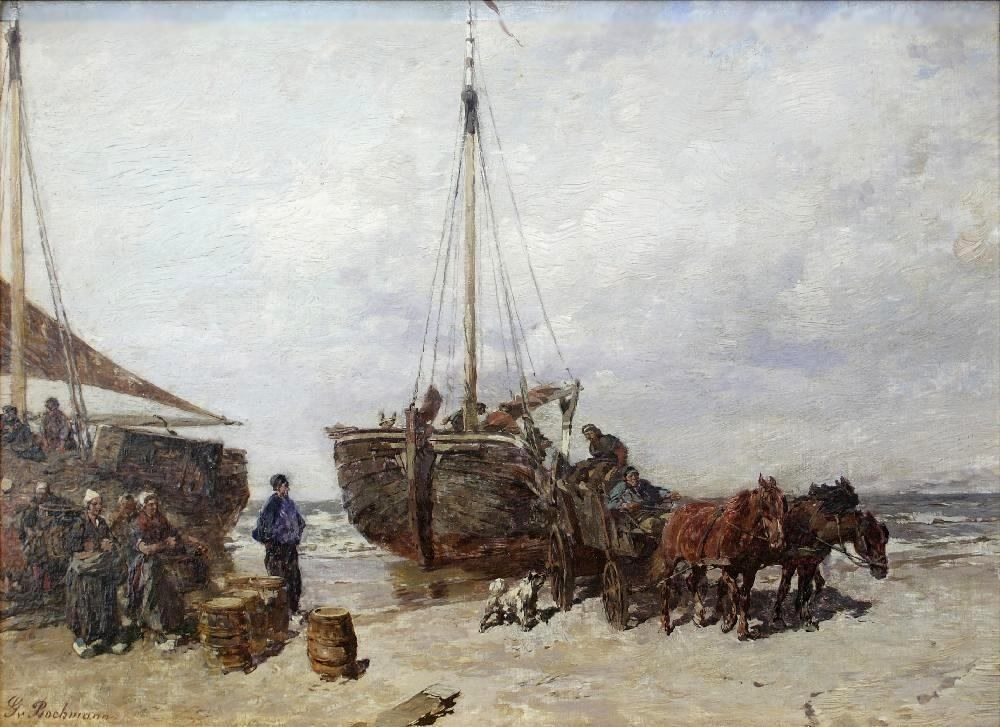
Landing van de bomschuiten, Scheveningen
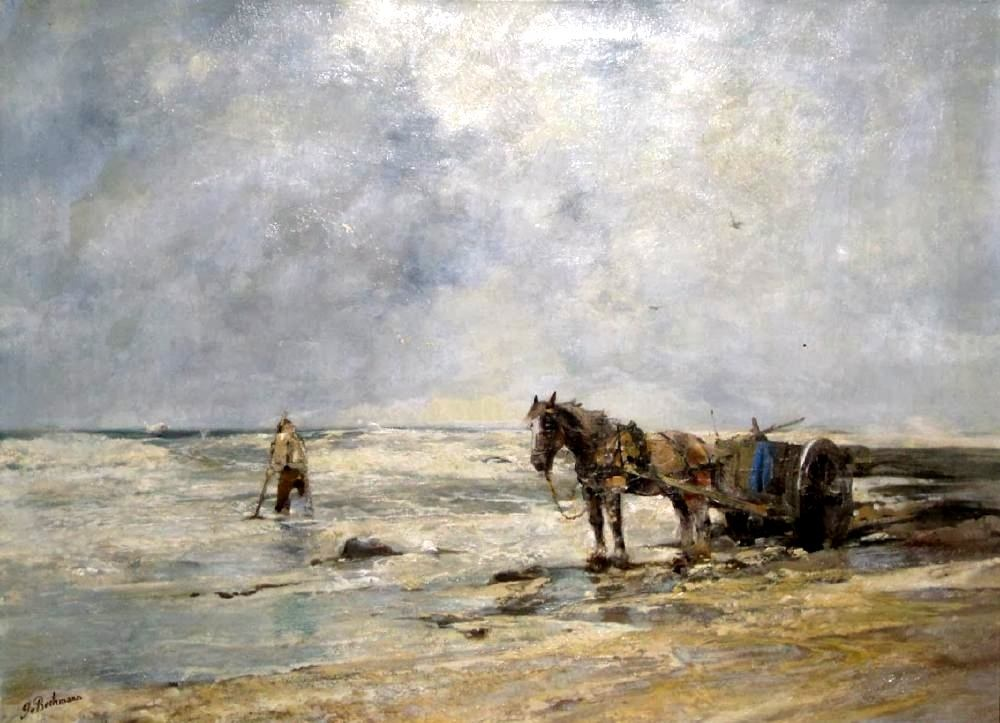
Schelpenvisser
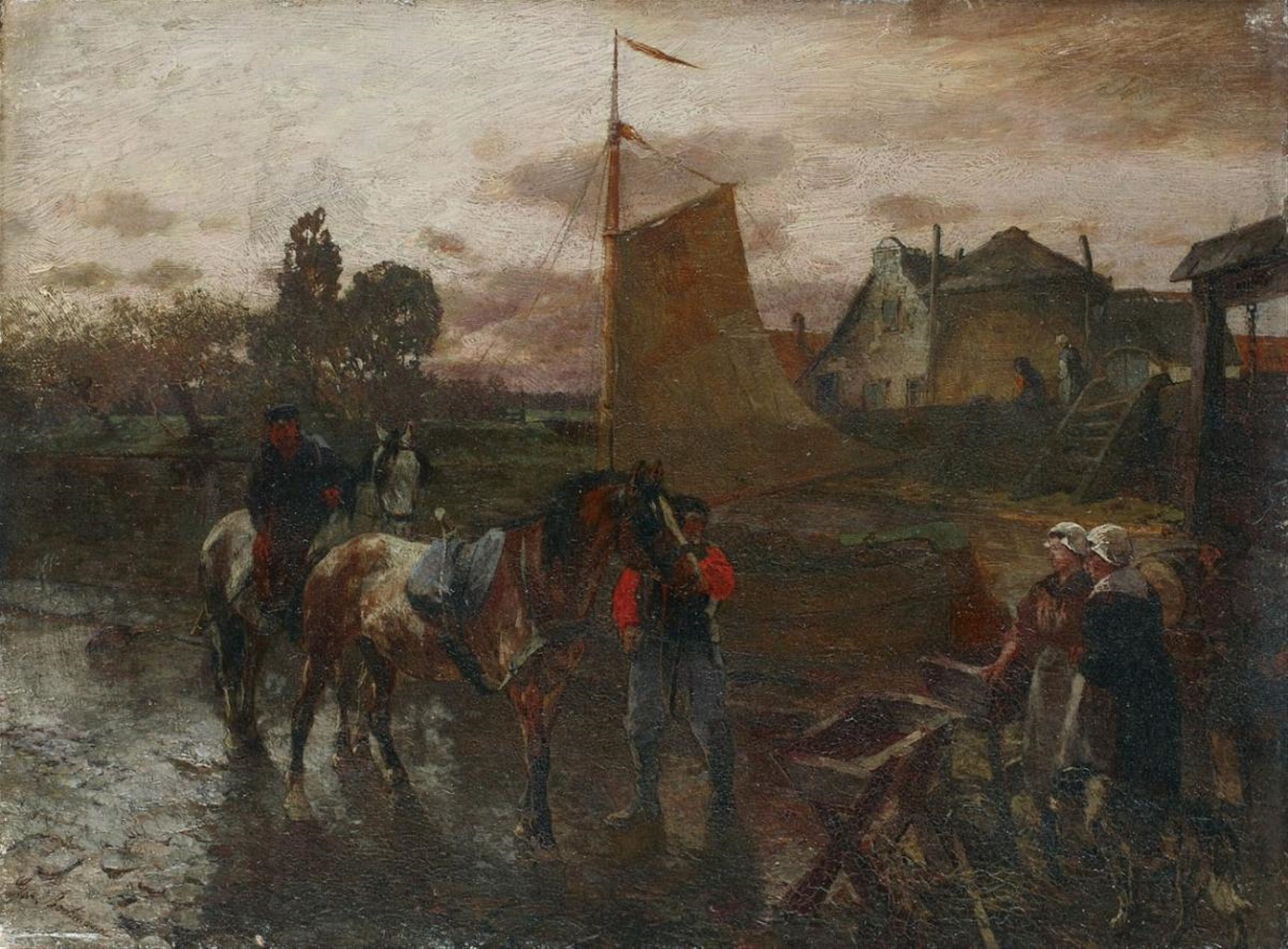
Een Hollands dorp
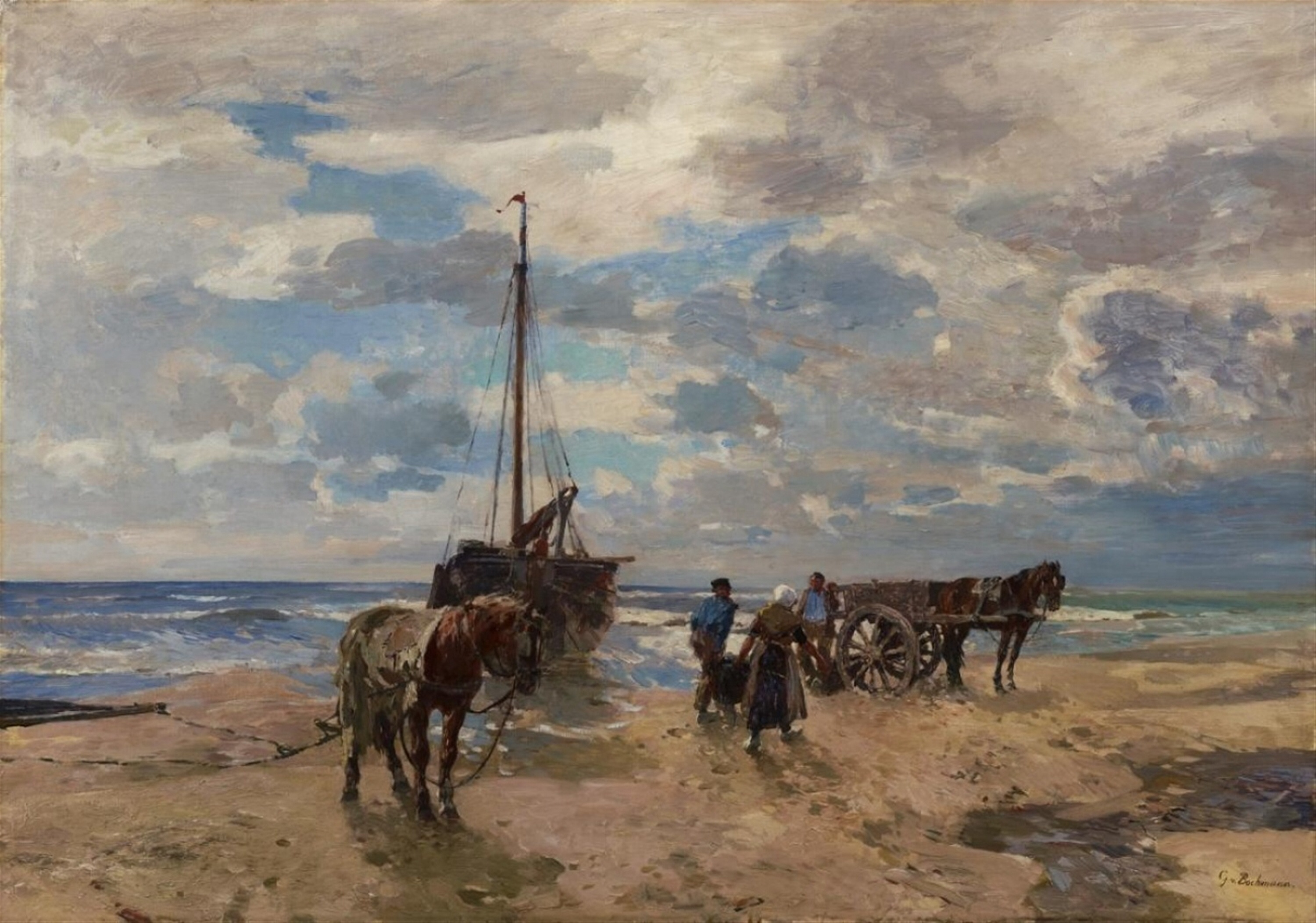
Hollands kustlandschap met vissers
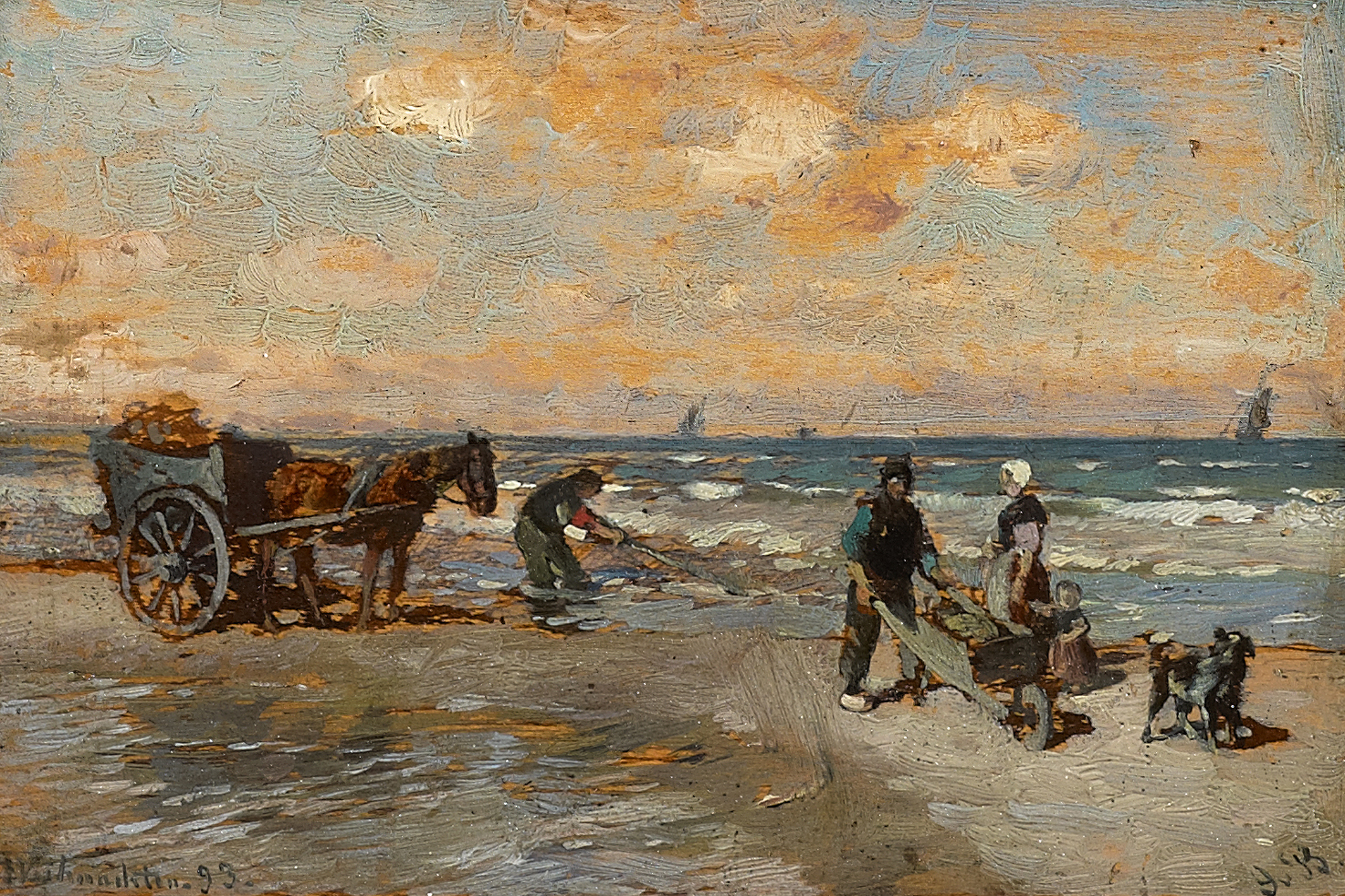
Schelpenvissers, Noordzeekust, Holland
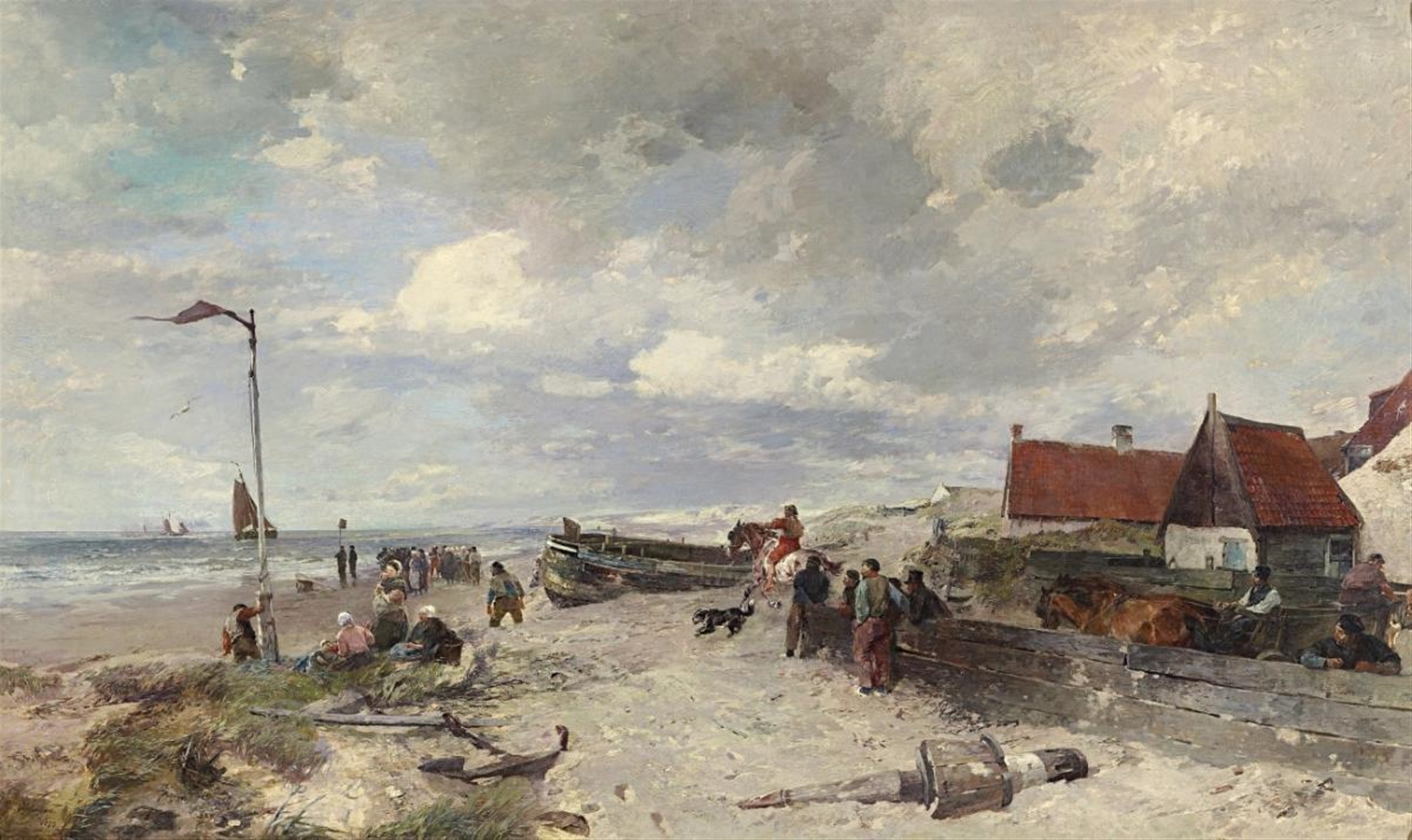
Hollands kusttafereel
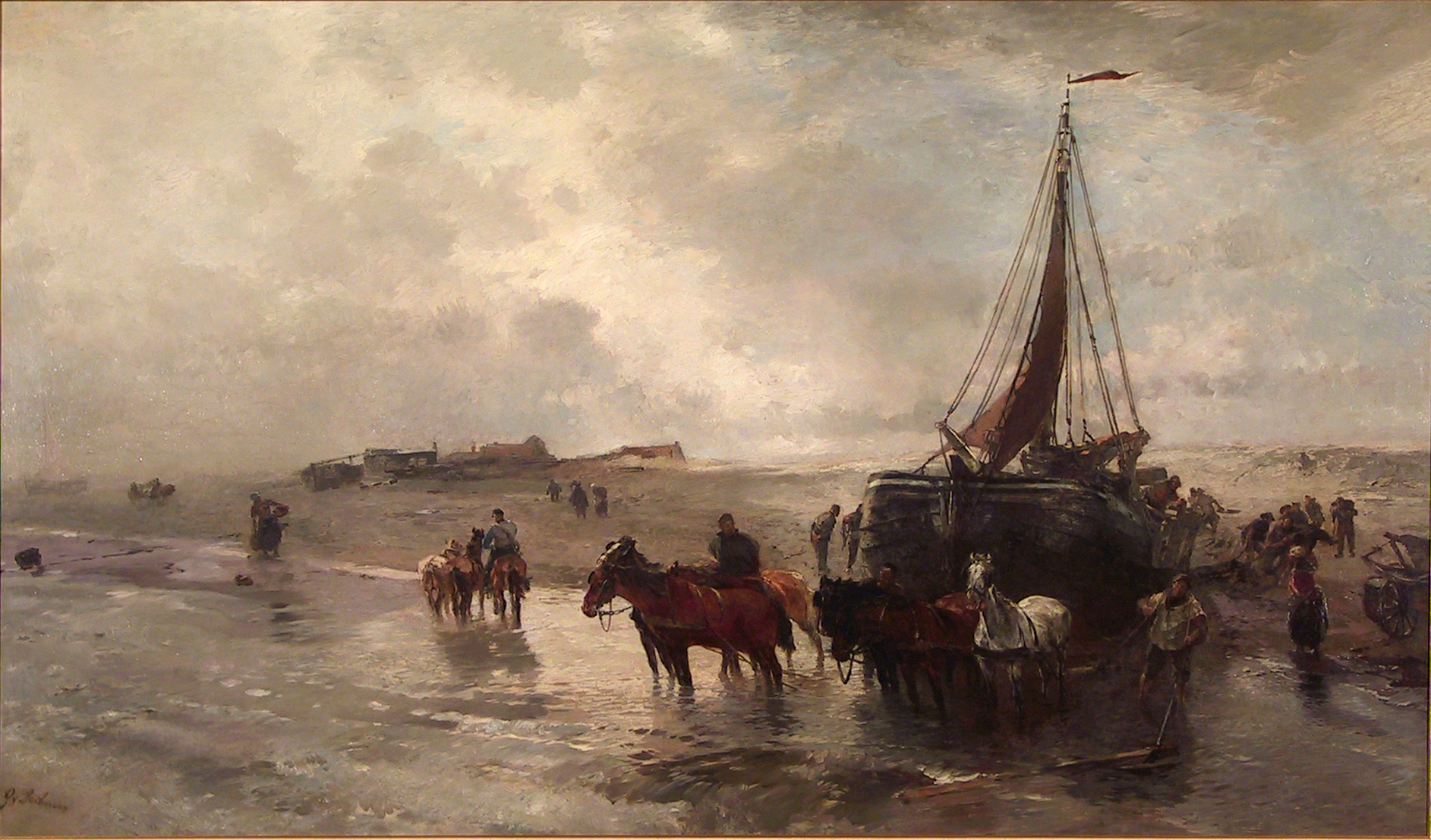
Vlottrekken van een vissersboot
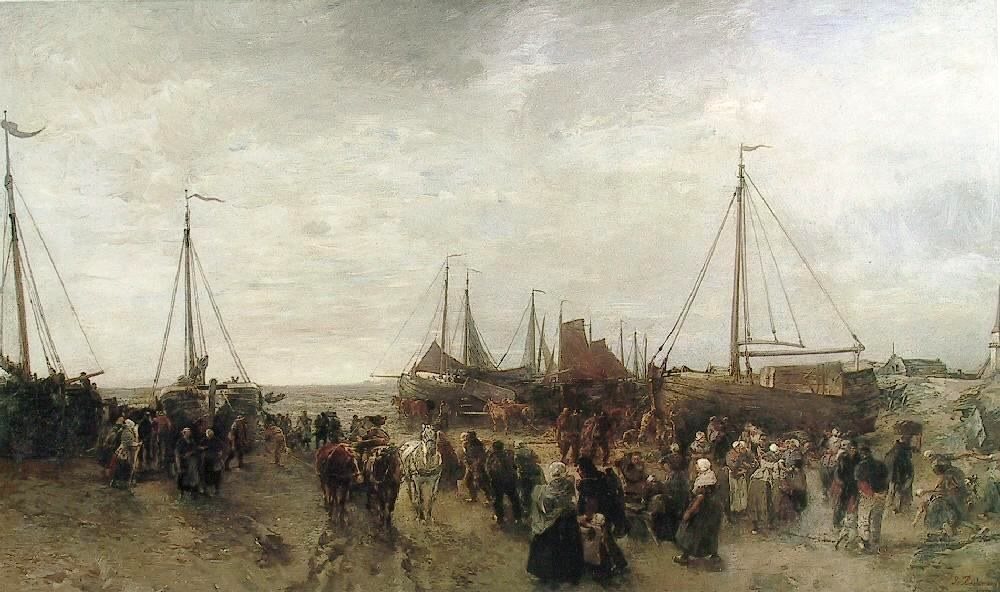
Terugkeer van de visvangst, Scheveningen